# ホリス駅
ホリス駅（英: Hollis）とは、アメリカニューヨーククイーンズ区ホリスの193丁目とウッドハル・アベニューの交差点にあるロングアイランド鉄道本線の駅である。ヘンプステッド支線の列車のみが停車する。 
当初、この駅はイースト・ジャマイカ（英: East Jamaica）として1885年5月に建設され、同年9月にホリスへ改称された。この駅は1915年に勾配解消計画 (grade elimination project) の一環として改築された。駅舎は1967年11月2日に放火により破壊され、新しい駅舎が1990年代初頭に再建された。
この駅は高床の相対式ホームを2面持ち、どちらも有効長は4両である。3番線と隣接する北側のプラットホームは通常西行きまたはニューヨーク行き列車が使用する。4番線と隣接する南側のプラットホームは通常東行き列車が使用する。
この駅において本線は4線である。どのプラットホームとも隣接していない中央の2線は通過列車が使用する。南側のプラットホームの南にある5番目の線路はヒルサイド車両基地東端に通じている。

## 外部リンク

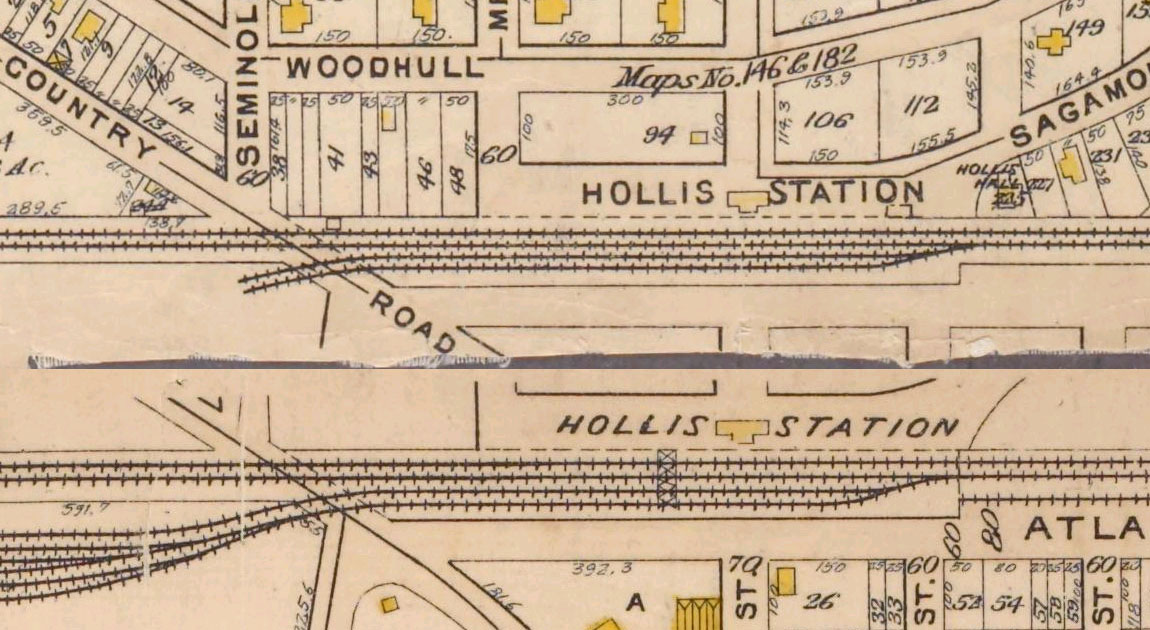
ホリス駅の1909年の地図

## 駅構造
| 3 | ■本線 | ニューヨーク方面 （ジャマイカ）                                                                     |
| 1 | ■本線 | 通過                                                                                                |
| 2 | ■本線 | 通過                                                                                                |
| 4 | ■本線 | ロンコンコマ、ヘンプステッド、オイスターベイまたはポートジェファーソン方面 （クイーンズ・ビレッジ） |
|   | ■     | 側線（旅客営業なし）                                                                                |